# Katastrofa lotu Spantax 995
Katastrofa lotu Spantax 995 – katastrofa lotnicza, która wydarzyła się 13 września 1982 roku w mieście Malaga w Hiszpanii. W katastrofie samolotu McDonnell Douglas DC-10-30, należącego do linii Spantax, zginęło 50 osób (47 pasażerów i 3 członków załogi) z 394 znajdujących się na pokładzie.

## Wypadek
Samolot odbywał lot na linii Madryt – Malaga – Nowy Jork. Samolot startował z Malagi. Podczas startu pilot poczuł silne wibracje i podjął decyzję o natychmiastowym wstrzymaniu procedury startowej. Załoga włączyła ciąg wsteczny, jednak maszyna była już rozpędzona. Samolot wypadł z pasa startowego, a następnie zawadził skrzydłem o antenę, przez co od skrzydła oderwał się silnik. Pędząca maszyna przecięła autostradę i zatrzymała się na polu, kilkanaście metrów od torów kolejowych i 450 metrów od końca pasa startowego. Samolot natychmiast stanął w ogniu. Załoga rozpoczęła ewakuację, jednak 50 osobom nie udało się wydostać z płonącej maszyny.

## Przyczyna
Przyczyną katastrofy było odwarstwienie bieżnika w oponie na prawym przednim kole DC-10, co spowodowało wibracje, które zaniepokoiły pilotów. Kapitan nie wiedział co powodowało wibracje i w obawie, że po starcie utraci kontrolę nad samolotem, podjął decyzję o przerwaniu procedury startowej. Komisja badająca katastrofę, na podstawie zaistniałych okoliczności (krótki czas na reakcję), uznała decyzję kapitana o zatrzymaniu samolotu za słuszną.